# Kojetín (Nový Jičín)
Kojetín (katastrální území Kojetín u Starého Jičína) je jednou z místních částí města Nového Jičína.

## Historie
První písemná zmínka o obci je z roku 1497, kdy náležela panství starojičínskému. V roce 1905 zde byla vybudována samostatná škola. Místní částí Nového Jičína se obec stala dne 1. září 1974.

## Pamětihodnosti
- Přírodní rezervace Svinec
- Přírodní památka Pikritové mandlovce u Kojetína
- Nedaleko Kojetína, avšak již na katastru sousední vesnice Jičina, se nachází hradiště Požaha z konce 2. a z 1. století př. n. l., náležející tzv. púchovské kultuře, která má silné vazby na keltské osídlení Moravy.

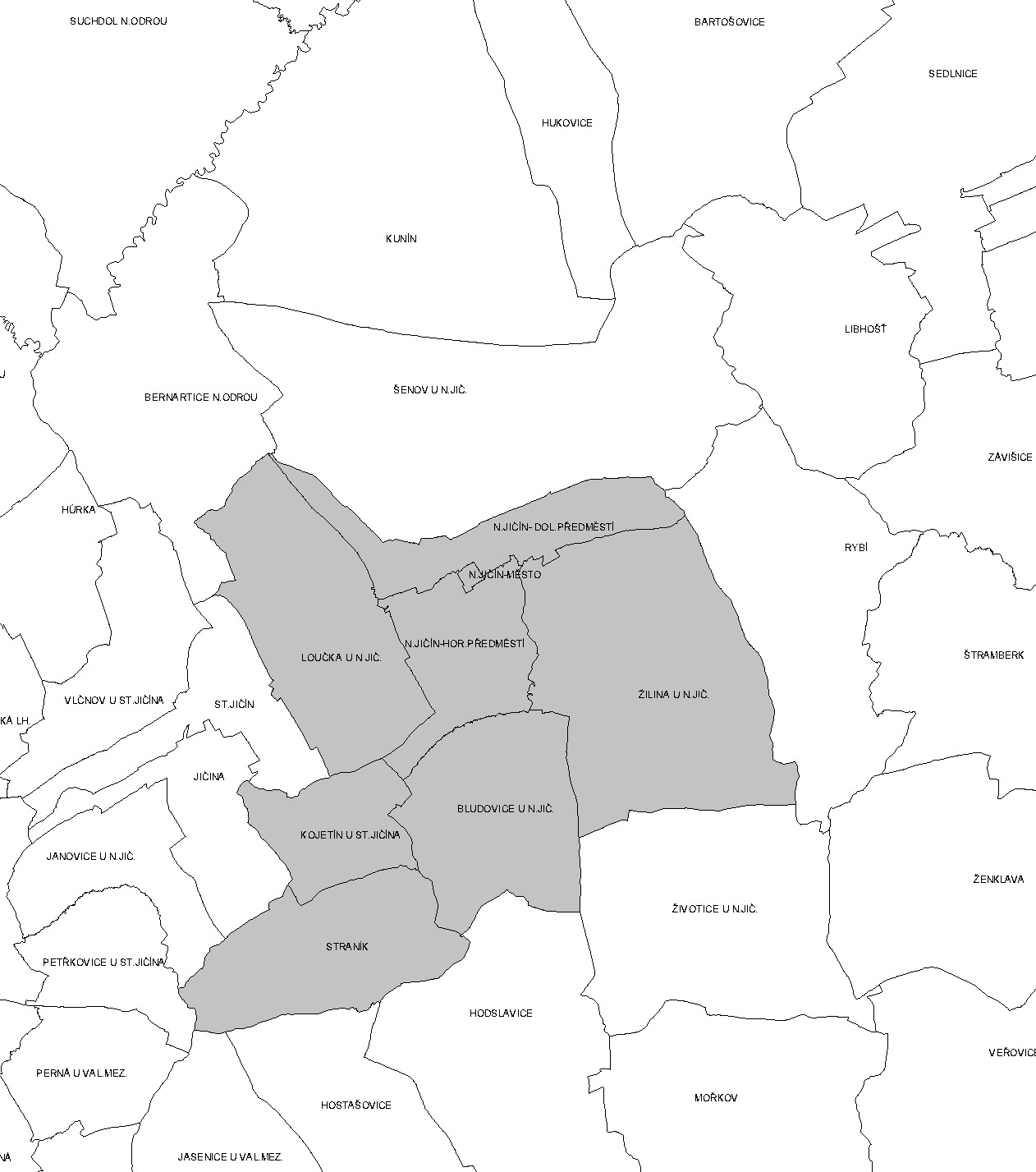
Katastrální území Nového Jičína